# Contrarrevolução

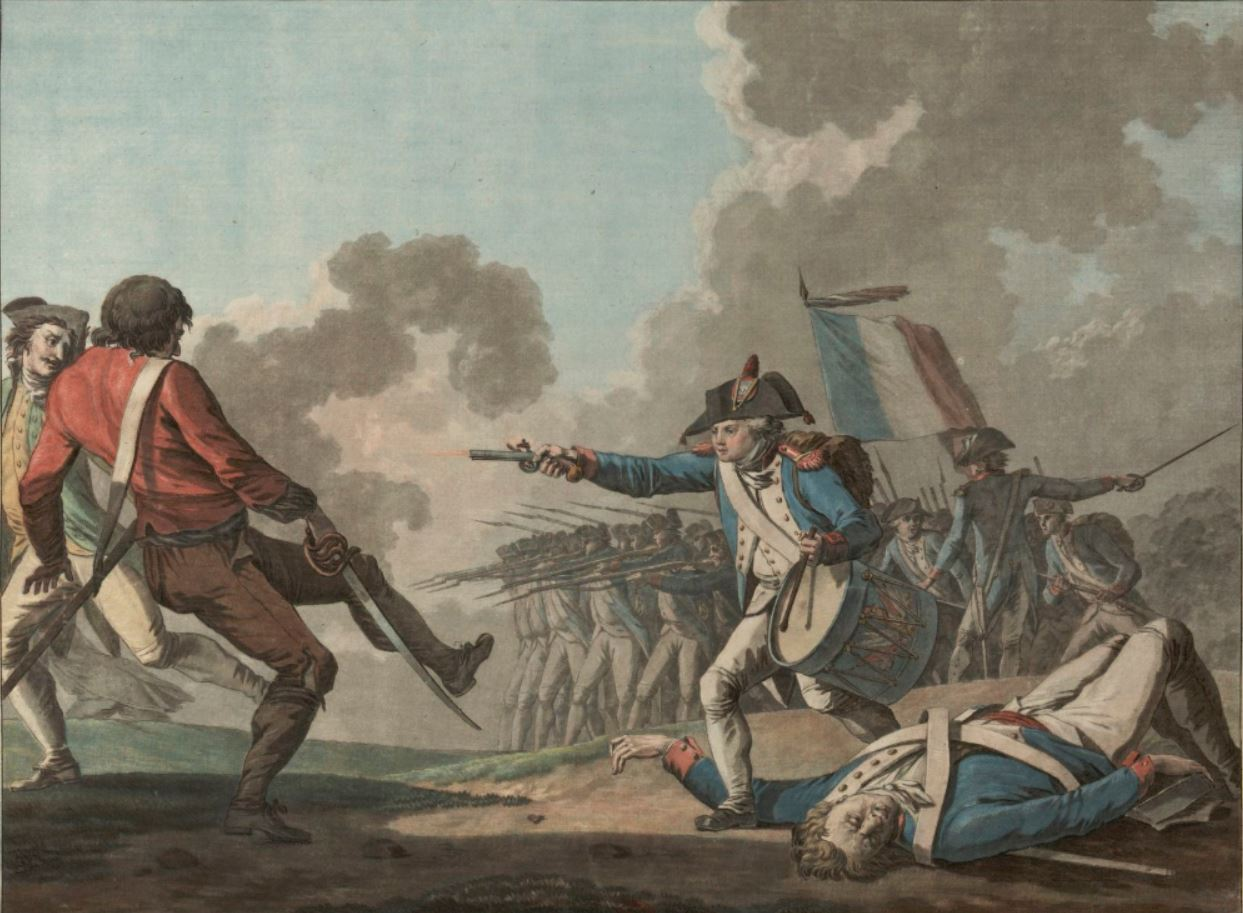
A Guerra da Vendeia foi uma revolta monarquista suprimida pelas forças republicanas em 1796.

Uma contrarrevolução é um movimento que geralmente ocorre em contraposição a uma revolução, podendo ser de caráter religioso, cultural, econômico ou político.

## Contrarrevoluções famosas
- Contrarrevolução Francesa ou Restauração, propondo a volta dos Bourbon ao poder;
- Contrarreforma;
- Monarquia do Norte, acontecida em Portugal após a implantação da Primeira República portuguesa;
- Guerra Civil na Rússia provocada pelo ataque do Exército Branco (ver: Movimento Branco) ao novo governo socialista surgido da Revolução de 1917;
- Guerra da Vendeia;